# Джуді Стронґ
Джуді Стронґ (англ. Judy Strong, 26 березня 1960) — американська хокеїстка на траві.
Бронзова призерка Олімпійських Ігор 1984 року.